# Bodocó
Bodocó is een gemeente in de Braziliaanse deelstaat Pernambuco. De gemeente telt 34.988 inwoners (schatting 2009).